# Sjevinka
Sjevinka (ryska: Шевинка) är ett vattendrag i Belarus.   Det ligger i voblasten Vitsebsks voblast, i den nordöstra delen av landet, 200 km nordost om huvudstaden Minsk.
I omgivningarna runt Sjevinka växer i huvudsak blandskog. Runt Sjevinka är det ganska tätbefolkat, med 75 invånare per kvadratkilometer.